# سورن گالستیان
سورن مکرتچی گالستیان (ارمنی: Սուրեն Մկրտչի Գալստյան؛  زادهٔ تاریخ ورودی نامعتبر است - درگذشته تاریخ ورودی نامعتبر است) یک جراح و پزشک اهل ارمنستان بود.

## زندگی‌نامه
در ۱۶ سپتامبر ۱۹۱۰ در تفلیس به دنیا آمد و از دانشگاه پزشکی دولتی ایروان فارغ‌التحصیل شد.   وی همچنین برنده دانشمند شایسته ارمنستان شوروی (۱۹۶۵) و پزشک شایسته ارمنستان شوروی (۱۹۶۱) شده است. وی در ۶ مارس ۲۰۰۰ در سن ۸۹ سالگی در ایروان درگذشت.

## یادداشت
1. ↑  բժշկական գիտությունների դոկտոր